# Николай Бояджиев (кмет)
Николай Василев Бояджиев с псевдоним Валентин е български партизанин и политик.

## Биография
Роден е на 8 октомври 1914 година в град Варна. Между 1931 и 1935 година учи в морската специална школа и служи във Военноморския флот. През 1932 година е привлечен като разузнавач в полза на СССР. По това време става член на БКП. За дейността му са издадени три задочни смъртни присъди по ЗЗД. От 1940 година е секретар на Окръжния комитет на РМС.
Участва в Съпротивителното движение по време на Втората световна война. През 1943 година е назначен за политически комисар на II Добруджански оперативен район на Десета Варненска въстаническа оперативна зона. През следващата година е командир на района и на партизанска чета.
След преврата на 9 септември 1944 година е назначен за помощник-командир на Черноморския флот. От 1950 година е началник-щаб на военноморския флот. Между 1959 и 1966 година е кмет на Варна.
В периода 1966 – 1970 е избран за посланик на България в Ирак. От 1970 до 1971 е заместник-началник на шести отдел на МВР. Между 1972 и 1976 става отново посланик в Бангладеш и Бирма. Починал през 1991 година.